# Jaffrey (New Hampshire)
Pour les articles homonymes, voir Jaffrey.
Jaffrey est une ville du comté de Cheshire dans l'État du New Hampshire aux États-Unis. 
Sa population était 5 457 habitants au recensement de 2010.
Sa superficie totale est de 104 km2. Le Mont Monadnock se trouve en partie sur son territoire. Son sommet à 965 mètres est le point culminant de la ville.

## Source
- (en) Cet article est partiellement ou en totalité issu de l’article de Wikipédia en anglais intitulé « Jaffrey, New Hampshire » (voir la liste des auteurs).